# 妹スパイラル
『妹スパイラル』は2013年9月27日にまかろんソフトより発売された18禁恋愛アドベンチャーゲームである。パッケージ版の発売と同時にダウンロード版も発売された。

## ストーリー
（出典：）
主人公・妹尾聖司には幼いころに別れた妹がいた。ある日、離れ離れになっていた妹と一緒に暮らせる機会が聖司に訪れる。聖司は再会に胸を躍らせながら、妹がいる新居に赴く。しかしそこで待っていたのは5人もの妹たちだった。
妹たちは、聖司が住む世界とは異なる、パラレルワールドからそれぞれやって来た。「各世界に住む聖司が消滅し、この世界の聖司と融合してしまった」と妹たちは話す。おまけに聖司が融合してしまったことで、次元のひずみという現象が生じてしまった。この現象を放置しておくと、この世界に異常な事態が生じてしまう。聖司は妹たちと力を合わせて、次元のひずみを解決しようと試みる。

## 登場人物
（出典：）
妹尾 聖司（せのお せいじ）
本作の主人公で、ごく平凡な学生。妹がいるが、幼いころに別れて以来会っていない。毎日、奇妙な夢を見るのが悩み。
妹尾 睦土美（せのお むつみ）
声 - 藤森ゆき奈
現実世界の妹。聖司に料理を食べてもらうために努力を続けた結果、家庭的な少女に育った。明るい性格の常識人である。異世界から来た妹たちに翻弄されることが多い。
妹尾 凛火（せのお りんか）
声 - 有栖川みや美
ファンタジー世界から来た妹。魔法使いである。気弱な性格なため、発言をためらうことが多い。頭がよく、怪事件が起きた際にも的確な判断をする。
妹尾 霞空（せのお かすみ）
声 - 来海ぼたん
超能力世界から来た妹。サイキッカーである。超能力者としての力は凄まじく、地球を逆に自転させることができる。しかしずぼらな性格なため、超能力はほとんど使わない。妹たちの中では一番のトラブルメーカーである。
妹尾 千風悠（せのお ちふゆ）
声 - 成瀬未亜
宇宙から来た妹。ヒューマノイドである。クールな性格で、冗談が大好き。無表情で冗談を言うため、嘘か本当か分からない。
妹尾 水那（せのお みな）
声 - 遠野そよぎ
未来から来た妹。他の妹よりも1歳年上なため、まとめ役になることが多い。未来の科学技術が詰まった秘密道具を駆使し、トラブルを解決する。
ココロ
声 - 鈴田美夜子
幼い見た目をしている、大人の妖精。聖司が住む世界には何度も訪れたことがあるので、現代社会のルールに熟知している。異常現象に遭遇した主人公を助けてくれることがある。しかし気まぐれな性格なため、あまり頼りにはならない。